# Ifeanyi Edeh
Ifeanyi Benjamin Edeh (Lagos, 5 dicembre 1990) è un ex calciatore nigeriano, di ruolo attaccante.

## Carriera

### Club
Il 19 agosto 2016 viene acquistato dalla squadra albanese del Tirana.

## Palmarès

### Club

#### Competizioni nazionali
- Coppa d'Albania: 1

Tirana: 2016-2017